# 偶然論
偶然论，与“必然论”相对，认为一切事物的产生和发展都是偶然的，偶然性支配一切的哲学学说。发展到极端就导致不可知论。
在美国皮尔斯的哲学中，认为宇宙的原始状态是一种纯粹的非决定性或偶然状态，其中没有事物的区别，没有习惯、没有规律，一切由偶然性统治着。偶然性有自发性、自由和创造性。随着宇宙的进化，偶然性的数量将会减少，但不会消失。偶然性不是存在于宇宙的局部，而存在于整个宇宙发展过程中。没有偶然性、自发性而完全由规律支配的情景只是一种抽象、一种理想的界限。皮尔斯否定一切必然性，但承认偶然性中有连续性。